# Lakin
Lakin är administrativ huvudort i Kearny County i Kansas. Orten har fått sitt namn efter järnvägsfunktionären David Long Lakin. Enligt 2020 års folkräkning hade Lakin 2 205 invånare.